# Druga Petrova poslanica
Druga Petrova poslanica je jedna od knjiga u Bibliji i Novom zavjetu. Kratica knjige je 2 Pt. Autor se predstavlja kao Šimun Petar, apostol, ali nijedan suvremeni komentar ne prihvaća njegovo autorstvo, osobito zbog izrazite strukturalne sličnosti ove poslanice i Judine poslanice. Isto tako, stil i jezik ove poslanice bitno se razlikuju od stila i jezika Prve Petrove poslanice, te je sasvim jasno kako je nemoguće da je obje poslanice napisao isti autor. Napisana je vjerojatno negdje oko 90. godine, u svakom slučaju prilično nakon sinoptičkih Evanđelja (na koja se autor poziva, pokušavajući uvjeriti svoje čitatelje u 2 Pt 1.16 da je on svjedočio Isusovom preobraženju), kao i nakon Prve Petrove poslanice (jer veli da mu je ovo druga poslanica). Namijenjena je Crkvi u cjelini. Sastoji se od tri poglavlja.
Poslanica počinje riječima: "Šimun Petar, sluga i apostol Isusa Krista, onima koje pravednošću Boga našega i Spasitelja Isusa Krista zapade ista dragocjena vjera kao i nas (2 Pt 1,1)". U nastavku autor piše, da će ubrzo umrijeti kako mu Gospodin Isus navijesti (2 Pt 1,14), da je očevidac njegova veličanstva (2 Pt 1,16) i da je ovo druga poslanica koju piše (2 Pt 3,1). Usprkos tome, neki učenjaci smatraju, da je netko drugi autor poslanice jer se razlikuje u lingvističkom stilu od Prve Petrove poslanice, ima puno sličnosti s Judinom poslanicom itd.
Autor poslanice kritizira lažne proroke i učitelje, čije naučavanje odudara od autentične apostolske tradicije i nagoviješta im propast. Objašnjava, da je Isus odgodio ponovni dolazak, kako bi što veći broj ljudi dobio priliku, da odbaci zlo i nađe spasenje. Poziva kršćane, da strpljivo čekaju Kristov ponovni dolazak i da uče iz Pisma. Poučava kako: "nijedno se proroštvo Pisma ne može tumačiti samovoljno, nikada proroštvo ne bi ljudskom voljom doneseno, nego su Duhom Svetim poneseni ljudi od Boga govorili (2 Pt 1, 20-21)". Poslanica više puta spominje događaje i osobe iz Staroga zavjeta poput Noe i Lota, Sodome i Gomore. Pri kraju spominje i apostola Pavla i njegove poslanice pa je prema tome pisana nakon njih.

## Vanjske poveznice
- Druga Petrova poslanica na Wikizvoru
- Druga Petrova poslanica, Zagrebačka Biblija, Kršćanska sadašnjost, Zagreb, 1988., www.hbk.hr